# Jamie Langenbrunner

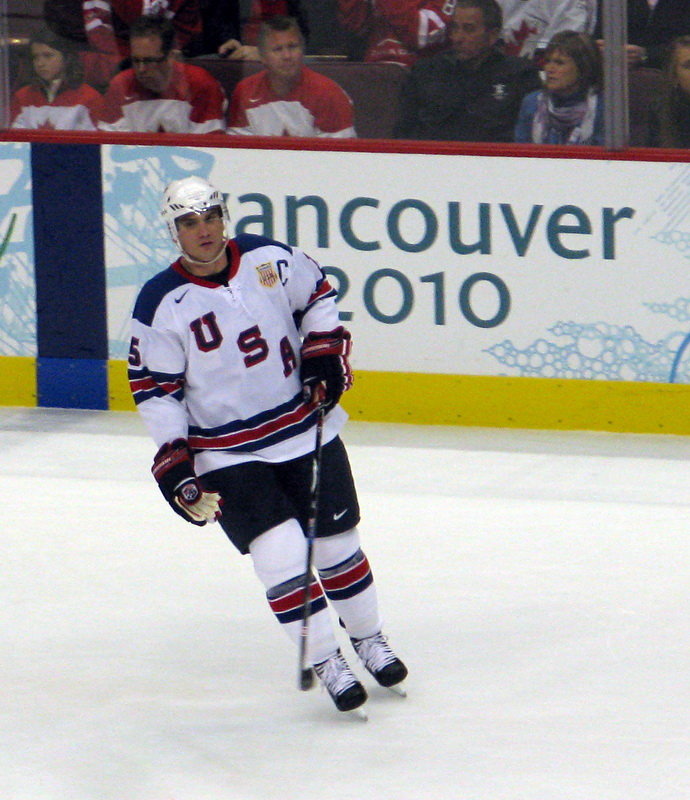
Jamie Langenbrunner in 2010

James Craig Langenbrunner (Duluth, 24 juli 1975) is een Amerikaanse voormalig ijshockey speler. De laatste club waar hij voor speelde was de St. Louis Blues in de National Hockey League (NHL). Hij was de captain van het Amerikaanse ijshockeyteam dat zilver won op de Olympische Spelen in Vancouver. Hij heeft twee Stanley Cups gewonnen, in 1999 met de Dallas Stars en in 2003 met de New Jersey Devils.
In zijn carrière is hij genomineerd geweest voor de Calder Memorial Trophy, heeft hij Amerika meerdere keren vertegenwoordigd op de Olympische Spelen en was hij 4 jaar lang captain van de New Jersey Devils. 
In totaal speelde hij meer dan 1000 reguliere wedstrijden in de NHL en ruim 150 play-off wedstrijden. Hij heeft in zijn carrière meer dan 250 goals gescoord in de NHL.